# Le Pays de Fougères
Le Pays de Fougères est une revue créée en 1975 pour décrire l'histoire, l'économie, les traditions, les arts et la littérature du Pays de Fougères.

## Éditorial
Le premier éditorial annonce en 1975 une "revue pour dire d'où nous venons, ce que nous faisons, où nous vivons,où nous allons. Pour retrouver la mémoire à travers les pierres, les documents, les monuments qui nous entourent et qui sont le langage de notre histoire (...) Pas une revue pour nostalgiques, esthètes, érudits ou collectionneur. Mais une revue pour tous ceux,jeunes, anciens, hommes, femmes qui auraient envie de répondre présents à l'avenir riche d'un passé qui leur colle aux sabots". (janvier 1975)

## Origine
Cette revue est créée en 1975 pour valoriser les ressources locales. Le mot d'ordre était alors de "Vivre et travailler au pays". C'est au départ la revue militante d'une association. Au cours des années, l'aspect a changé, pagination, couleur, ... Elle parait chaque trimestre, et est tiré à environ 600 exemplaires. Les thèmes les plus traités sont souvent liés au Pays de Fougères.
Dès érudits locaux y participent, ou y ont participé, activement: René Cintré (Histoire médiévale), Jacques Faucheux (Histoire sociale), Bernard Heudré (Littérature, Chateaubriand, Lamennais), Daniel Heudré (Le monde littéraire dans le Pays de Fougères), Daniel Bouffort (Histoire du monde ouvrier), Patrick Bachelier (Littérature Jean Guéhenno), Jérôme Cucarull (histoire économique et sociale), Jean-François Helleux (Les lieux de mémoire et la vie des gens), Joseph Pommereul (Le monde rural), Gilles Le Pays du Teilleul (Vie et histoire d'une commune), Maurice Langlois (Écologie, nature), Yves Chevrel (Histoire industrielle)
Cette revue a disparu en 2008.      